# Urogentias ulugurensis
Urogentias es un género con una sola especie de planta fanerógama perteneciente a la familia Gentianaceae. Su única especie:  Urogentias ulugurensis Gilg & Gilg-Ben. Es originaria de Tanzania.

## Descripción
Es una hierba perenne, de 0,6-1,5 m de altura. Tallo hueco, simple en la base, ramificado en la inflorescencia. Las hojas se estrechan en muy corto pseudo-peciolo, de hasta 10 mm de largo; con láminas lanceoladas a ovadas, de (2.5-) 8-20 cm de largo, 2,6-5 cm de ancho, disminuyendo hacia el ápice de la planta, agudas a acuminadas, amplexicaule, venas impresionadas anteriormente, prominente debajo. Las inflorescencias axilares con muchas flores; Bractéolas estrictamente lineal-lanceoladas o linear, de hasta 22 mm de largo, ± 1,6 mm de ancho, acuminadas. Flores sésiles. Tubo del cáliz 4-7.2 mm de largo, con 8 dientes; dientes de 7-15 mm de largo, de hasta 1 mm de ancho en la base, con una sola fila de coléteres en la superficie interna en la base. La corola de color blanco a rosa o malva azul, tubo 13 a 18,4 mm de largo, cilíndrico, con 8 espesó crestas en la superficie interna por encima de ovario; crestas de 4-5 mm de largo, ± 0,6 mm de ancho. Cápsula ovoide, de 12-18 mm de largo, 6-8 mm de diámetro, bivalvo. Semillas ligeramente curvadas en la mediana o ± en forma de medialuna, 0,75 mm de largo, 0.5 mm de diámetro, de superficie alada, con alas de ± 0,4 mm de ancho.

## Taxonomía
Urogentias ulugurensis fue descrita por Gilg & Gilg-Ben. y publicado en Notizblatt des Botanischen Gartens und Museums zu Berlin-Dahlem 11: 944. 1933.